# Arcibiskup maior
Arcibiskup maior (používá se též titul vycházející z překladu lat. maior: Větší, Vyšší, Velký, Hlavní, Významný či Vrchní) je správné označení pro arcibiskupy stojící v čele některých katolických církví sui iuris, které se nazývají větší arcibiskupské církve. 

## Kanonické normy

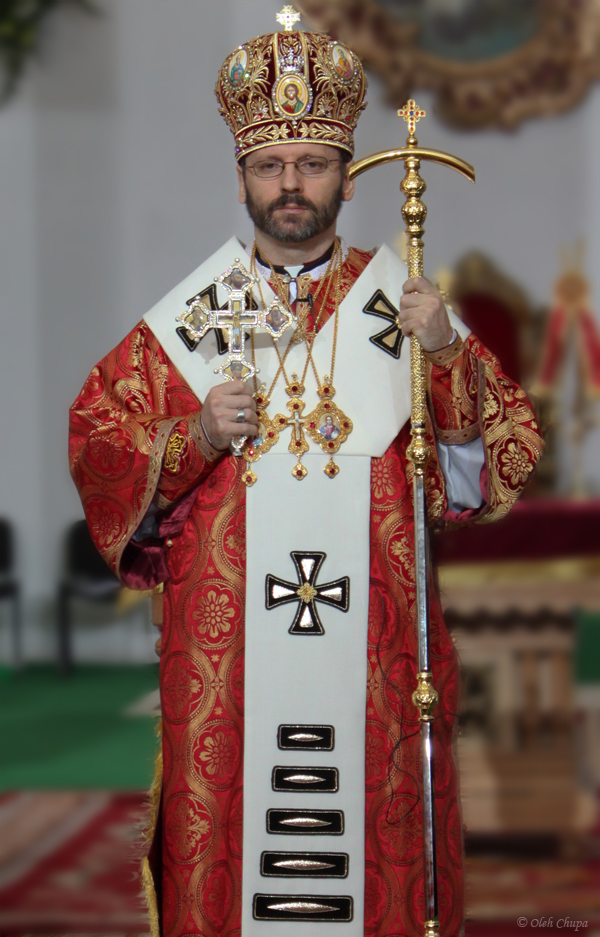
Svjatoslav Ševčuk, který byl ve svých 40 letech zvolen arcibiskupem maior ukrajinské řeckokatolické církve

Většími arcibiskupskými církvemi a většími arcibiskupy se zabývá Kodex kánonů východních církví v kánonech 151–154:
„Větší arcibiskup je metropolita stolce určeného nebo uznaného nejvyšší církevní autoritou, který předsedá celé východní církvi sui iuris, která není zapsána s patriarchálním titulem.“
(CCEO kán. 151)
Hlavní arcibiskupové mají stejné výsady jako patriarchové východních katolických církví a stejně jako oni jsou voleni synodou své církve, ale zatímco patriarchové mají pouze povinnost požádat papeže o církevní společenství, volbu hlavních arcibiskupů musí potvrdit papež.
Stejně jako patriarchální titul je i titul hlavního arcibiskupa spojen s konkrétní stolicí. Větší arcibiskupové mají stejně jako patriarchové právo používat titul Jeho Blaženost (Mar) a nosit pallium.
Povýšení církve na významné arcibiskupství znamená uznání široké autonomie a je výsadou Svatého stolce. Je to řešení, které Svatý stolec přijal, protože patriarchální titul již není udělován z historických a ekumenických důvodů.

## Hlavní arcibiskupské církve
V současné době existují čtyři hlavní arcibiskupské církve.
| Hlavní arcibiskupská církev         | Rok povýšení | Hlavní archieparchie    | Současný hlavní arcibiskup           |
| ----------------------------------- | ------------ | ----------------------- | ------------------------------------ |
| Ukrajinská řeckokatolická církev    | 1963         | Kyjevsko-halyčská       | Svjatoslav Ševčuk                    |
| Syrsko-malabarská katolická církev  | 1992         | Ernakulam-Angamalyská   | Raphael Thattil                      |
| Syrsko-malankarská katolická církev | 2005         | Trivandrumská           | kardinál Baselios Cleemis Thottunkal |
| Rumunská řeckokatolická církev      | 2005         | Făgăraș e Alba Iuliaská | kardinál Lucian Mureșan              |